# Bulbostylis ciliata
Bulbostylis ciliata là một loài thực vật có hoa trong họ Cói. Loài này được (C.Presl) C.Presl ex Nees mô tả khoa học đầu tiên năm 1842.